# Хаперский Лог
Хаперский Лог — упразднённый посёлок в Тарасовском районе Ростовской области. На момент упразднения входит в состав Курно-Липовского сельского поселения. В 1999 году исключен из учётных данных.

## География
Располагался на юго-востоке района, в истоке балки Косоротовская (приток реки Большой Калитвенец), на расстоянии приблизительно в 3,5 км (по прямой) к северо-западу от хутора Грачи.

## История
В 1986 году официально зарегистрирован населённый пункт — посёлок Кормосовхоз № 8, которому присвоено название Хаперский Лог.
Однако населённый пункт в данном месте отмечался и на более ранних картах. По всей видимости начало посёлку положил хутор Хоперский. По данным на 1926 год он состоял из 5 хозяйств. В административном отношении входил в состав Егоро-Калитвенского сельсовета Тарасовского района Шахтинско-Донецкого округа Северо-Кавказского края.
На картах 1940-х годов у населённого пункта, располагавшийся на месте посёлка, не было подписано название.
В 1950-м году в составе Егоро-Калитвенского сельсовета вновь фигурирует хутор Хоперский.
На картах 1980-х годов на месте посёлка обозначен населённый пункт — Хопры.

## Население
По данным переписи 1926 года на хуторе проживало 42 человека (21 мужчина и 21 женщина), из которых украинцы составляли 100 % населения.